# 布拉格路面電車

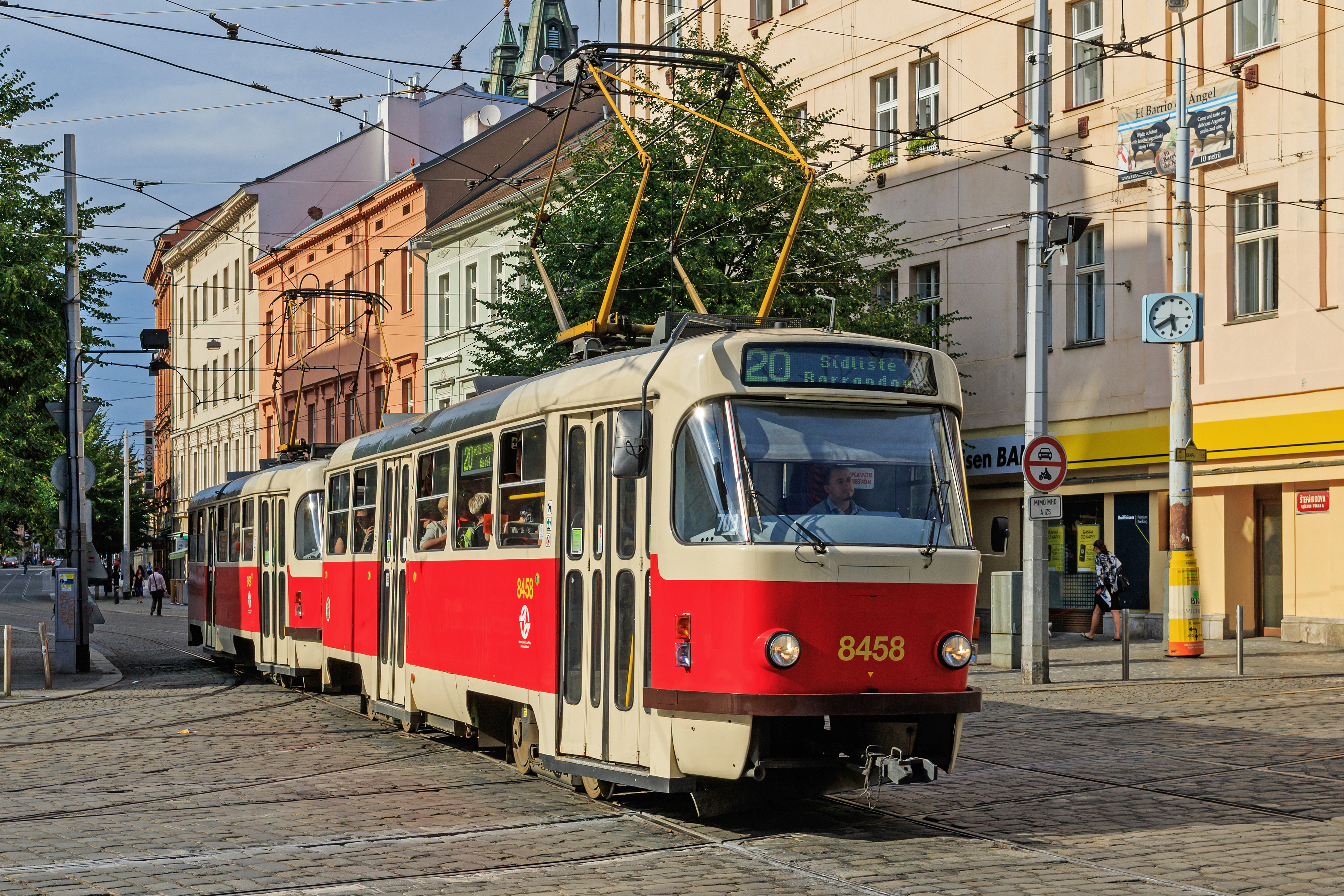
布拉格路面電車

布拉格路面電車（捷克語：Tramvajová doprava v Praze）是捷克最大的路面電車交通系統，包括931輛電車，以及21條白天路線和9條夜晚路線。路線總長度518 km（322 mi）。2012年，布拉格路面電車的乘客人數達3.242億人次。